# لادین
لادین (به ایتالیایی: Lingua ladina) یک سلسله گویش از زبان رتی-رومانی از شاخه زبان‌های رومی است که در کشور ایتالیا و منطقه ترنتینو در نواحی شمالی هم مرز با سوییس در حدود سی هزار تن گویشور دارد. در سال ۲۰۰۱ حدود هفده هزار تن از مردم ترنتینو زبان مادری خود را لادین معرفی کردند.این زبان نباید با زبان لادینو که یک زبان رومی دیگر است و به زبان یهودی-اسپانیایی نیز شهرت دارد اشتباه گرفته شود.این گویش نزدیکی زیادی با زبان رومانش یکی از چهار زبان رسمی سوئیس در خود دارد.